# 酒井潔 (哲学者)
酒井 潔（さかい きよし、1950年（昭和25年）10月17日 - ）は、日本の哲学者。哲学史家。学習院大学文学部哲学科名誉教授。京都府京都市生まれ。

## 研究
ライプニッツ、カント、ハイデッガーを中心とするドイツ近現代哲学を専攻。主に形而上学、現象学の観点から研究している。1985年（昭和60年）博士論文「世界と自我―ライプニッツ形而上学論攷―」により文学博士（京都大学）。
徹底したテクスト読解、事象に即した体系的思索、そして西洋哲学史の広汎な知識に立脚した研究には定評がある。また、近代日本における西洋哲学の受容（とくに西田幾多郎、三宅剛一）の問題にも取り組んでいる。国内での研究発表や執筆活動にとどまらず、ドイツを中心に海外での発表や講演、学会誌や論文集への寄稿、共同研究、さらには主要研究者の日本への招聘（しょうへい）などでも多くの実績をあげている。日本ライプニッツ協会会長、実存思想協会理事長、比較思想学会理事、日本哲学会評議員等を歴任。2020年からドイツ・メスキルヒのマルティン・ハイデッガー協会の学術顧問（Wissenschaftliches Beirat）も務める。

## 略歴
- 1974年（昭和49年） - 京都大学文学部哲学科卒業。
- 1976年（昭和51年） - 京都大学大学院文学研究科哲学専攻修士課程修了。
- 1978年（昭和53年） - ドイツ・フライブルク大学に留学、Friedrich Wilhelm von Herrmann教授に師事。
- 1982年（昭和57年） - 京都大学大学院文学研究科哲学専攻博士課程修了。辻村公一、山田晶教授に師事。
- 1982年（昭和57年） - 日本学術振興会奨励研究員。
- 1983年（昭和58年） - 京都女子大学専任講師。
- 1985年（昭和60年） - 岡山大学文学部哲学科助教授。
- 1995年（平成7年） - 学習院大学文学部哲学科教授。
- 1997年（平成9年） - ヴッパータール大学客員研究員（クラウス・ヘルト教授と共同研究）。
- 2004年（平成16年） - Leibniz Archiv (Hannover)客員研究員。
- 2013年（平成25年） - プラハ・カレル大学客員教授（Erasmus Mundus Programme）、グラナダ大学客員教授。
- 2021年（令和3年） - 学習院大学名誉教授。

## 著書（単著）
- 『ライプニッツの正義論』法政大学出版局2021年
- 『ライプニッツのモナド論とその射程』知泉書館2013年
- 『ライプニッツ』清水書院2008年；新装版2014年
- 『自我の哲学史』講談社現代新書2005年
- 『世界と自我―ライプニッツ形而上学論攷―』創文社1987年

## 編書
- 『三宅剛一』京都哲学撰書23、燈影舎2002年

## 監修
- 『ライプニッツ著作集 第Ⅱ期』全3巻〔佐々木能章との共同監修〕工作舎
  - 第1巻『哲学書簡』2015年 ISBN 978-4-87502-463-7
  - 第2巻『法学・神学・歴史学』2016年　ISBN 978-4-87502-477-4
  - 第3巻『技術・医学・社会システム』2018年　ISBN 978-4-87502-494-1

## 編著書
- 『改訂・考える福祉』(岡野浩との共編著)東洋館出版社2016年
- 『ライプニッツ読本』(佐々木能章、長綱啓典との共編著)法政大学出版局2012年
- 『ライプニッツを学ぶ人のために』(佐々木能章との共編著)世界思想社2009年
- Phänomenologie und Leibniz. hrsg, mit Renato Cristin, Freiburg/München 2000.

## 訳書
- ポール・ラトー『ライプニッツの最善世界説』（長綱啓典との共同監訳）(知泉書館2025年)
- G・W・ライプニッツ『諸々の技芸と学の興隆のための協会をドイツに設立する提案の概要』他（『ライプニッツ著作集第Ⅱ期』第3巻工作舎2018年）
- G・W・ライプニッツ『国際法史料集成 序文』(『ライプニッツ著作集第Ⅱ期』第2巻 工作舎2016年)
- G・W・ライプニッツ『法学を学習し教授する新方法』(長綱啓典、町田一との共訳)(『ライプニッツ著作集第Ⅱ期』第2巻、工作舎2016年)
- マルティン・ハイデッガー『論理学の形而上学的な始元諸根拠』(『ハイデッガー全集』第26巻、創文社2002年)
- イマヌエル・カント「万物の終わり」(『カント全集』第14巻、岩波書店2000年)
- ハインリッヒ・ロムバッハ『実体・体系・構造』(ミネルヴァ書房1999年)
- G・W・ライプニッツ「二十四の命題」(『ライプニッツ著作集』第8巻、工作舎1990年)
- G・W・ライプニッツ「アルノーとの往復書簡」訳注＋解説(『ライプニッツ著作集』第8巻、工作舎1990年)

## 主要論文
- 「ライプニッツ『人間知性新論』Ⅲ-6の対ロック批判—人間の理性と自然的同等性について」（『学習院大学文学部研究年報』第70輯、2024年、1 - 23頁）
- 「A VI,5 (Vorausedition),N.2680: Ratio est in Naturaー1690年代のライプニッツ形而上学ー」（『ライプニッツ研究』第7号、2022年、1 - 25頁）
- 「ハイデッガーによるライプニッツ『二十四の命題』読解ーー書き込みと演習覚書を手掛かりに」（陶久明日香・長綱啓典・渡辺和典編『モナドから現存在へ』工作舎、2022年、390 - 430頁）
- Leibniz-Rezeption in der Strukturontologie Heinrich Rombachs, in: Laura Herrera Castillo (Hrsg.), Äusserungen des Inneren. Beiträge zur Problemgeschichte des Ausdrucks,  Walter de Gruyter, Berlin 2019, S.155 - 175)
- 「ライプニッツにおける「通俗哲学」と「経験哲学」の意味―中後期の書簡と著作を手がかりに―」（『フランス哲学・思想研究』第23号、2018年、66 - 82頁）
- 「初期ライプニッツの「正義」概念―「衡平」aequitasを中心に」(『イギリス哲学研究』第40号、2017年、 5 - 17頁)
- Die Thomistische Paradigma von “Res-Ratio-Nomen” bei Leibniz,  in :  Wenchao Li/ Hartmut Rudolph (Hrsg.), Leibniz im Lichte der Theologien, Studia Leibnitiana Supplementa 40, Stuttgart 2017, S.19 - 34.
- ”Passive Synthesis” und “Vis Passiva”. Versuch einer neuen Annäherung an die Husserl-Leibniz-Problematik”, in: Wenchao Li (Hrsg.), 300 Jahre Monadologie, Studia Leibnitiana Supplementa 39, Stuttgart 2017, S.109 - 127.
- “Die japanische Leibnizforschung in der Zeit des expansiven Ultranationalismus“, in: Wenchao Li/ Hartmut Rudolph (Hrsg.), „Leibniz” in der Zeit des Nationalsozialismus“, Studia Leibnitiana Sonderhefte 42, Stuttgart 2013 , S.285 - 302.
- “Sozialpolitische Leitbilder, Leibniz’ Grundsätze einer gerechten Sozialpolitik“, in: Studia Leibnitiana XL,Heft 2 , Stuttgart 2011,S.153 - 167.
- “Gottfried Wilhelm Leibniz und Kitaro Nishida. Die Frage nach dem wahren Selbst“, in: Studia Leibnitiana XL, Heft 1, Stuttgart 2011, S.92 - 113.
- 「ライプニッツ『弁神論』にみる政治哲学的ポテンシャル」(『フランス哲学・思想研究』第15号、2010年、52 - 66頁)
- Rombach und Nishida. Anhand ihrer Leibniz-Interpretationen, in: H. Blascheck-Hahn und H. R. Sepp (Hrsg.), Heinrich Rombach. Strukturontologie- Bildphilosophie-Hermetik, Würzburg 2010, S.182 - 197.
- 「西田幾多郎と三宅剛一―「歴史」ということをめぐって」(『西田哲学年報』第5号、2008年、21 - 43頁)
- 「ライプニッツの政治哲学―社会福祉論を手引きとして」(『理想』第680号、2008年、156 - 172頁)
- 「衝迫・振動・超越―１９２８年夏学期講義における基礎有論の補足完成の試み」(秋富克哉・関口浩・的場哲朗編『ハイデッガー『存在と時間』の現在―刊行８０周年記念論集』、南窓社2007年、72 - 92頁)
- “Die Fensterlosigkeit der Monade. Ein Aspekt der Frage nach dem Anderen“,in: Die erscheinende Welt. Festschrift für Klaus Held, Berlin 2002, S.291 - 310.
- 「モナド論・基礎有論・メタ有論―もうひとつの〈ライプニッツ‐ハイデッガー問題〉」(『思想』第930号 特集「ライプニッツ」、岩波書店2001年、47 - 71頁)
- 「オプティミズムとペシミズムの彼岸―ライプニッツの場合」(実存思想論集14『悪』、1999年、27 - 59頁)
- “Der Subjektbegriff in Ost und West.Eine Reflexion im Ausgang von Leibniz“, in: Studia Leibnitiana Sonderhefte, 22, Stuttgart 1994, S.63 - 82.
- “Zum Wandel der Leibniz-Rezeption im Denken Heideggers“, in:Heidegger Studies, 9, Berlin, 1993, S.97 - 124.
- “Un incontro monadologico fra Oriente e Occidente.La recezione di Leibniz nel poeta giapponese Kenji Miyazawa“, in: aut aut, 254-255, Milano 1993, p.77 - 100.